# Muscolo condroglosso
Nell'anatomia umana il  muscolo condroglosso fa parte dei muscoli estrinseci della lingua.

## Anatomia
Esso è costituito da alcuni fasci muscolari che originano dalle piccole corna dell'osso ioide, per terminare nella parte posteriore laterale del corpo della lingua
Contraendosi porta indietro e in basso la lingua, in sinergia con il muscolo ioglosso.In alcuni testi viene indicato come una parte del muscolo ioglosso stesso.